# Natte fine samoane
Aux Samoa, les 'ie Samoa, 'ie toonga ou nattes fines de Samoa sont des objets dont la valeur culturelle est significative et pouvant servir de monnaie d'échange. Bien qu'il existe des nattes pour s'allonger, les nattes qui s'échangent n'ont pas cet usage et cet article traite uniquement de ces dernières. En 2019, l'élément rattaché aux îles Samoa « le 'ie Samoa, ou natte fine, et sa valeur culturelle » intègre la liste représentative du patrimoine culturel immatériel de l'humanité.

## Description et fabrication
Les nattes fines de Samoa sont fabriquées à la main. Leur extrémité est bordée de frange et de plumes vertes ou rouges. Une natte est fabriquée par battage et aplatissage de certaines écorces (on obtient alors du tapa), ou par découpage de lanières dans des feuilles et des écorces et tressage de ces dernières, ce qui permet aussi de fabriquer jupes et éventails. Une natte peut mesurer jusqu'à quinze mètres carrés. Leur forme est rectangulaire, elles sont tressées (et non tissées). La description officielle de l'UNESCO indique que chaque fibre mesure un millimètre de large, ce qui exige une grande dextérité. L'artisanat des nattes fines est réalisé par des femmes (plus nombreuses) et des hommes. La fabrication d'une natte peut durer plusieurs mois ou un an.

## Dans la société samoane
Nommées "nattes fines" par les anthropologues, ces objets apparaissent dans des mythes. Désignées sous le nom "mea sina" (choses lumineuses), elles s'échangent lors de cérémonies.

### Dans les mythes
Une légende attribue à la natte fine une origine de Fiti-Uta, village de l'Est de l'archipel. Dans un article, Serge Tcherkezoff rappelle que l'Est est la direction de la vie dans la mythologie polynésienne (là où l'Ouest est celle du royaume des morts). Une jeune femme, non mariée, et deux de ses compagnons sont capturés par des Tongans. Elle porte une natte fine, alors ordinaire, fabriquée par une ancêtre. Ses compagnons étant condamnés à mort, tous trois se revêtent de la natte et le roi des Tonga leur laisse la vie sauve. La natte se nomme alors 'ie toonga, nom phonétiquement proche de Tonga, mais sémantiquement différent. Selon Tcherkezoff, c'est la valeur symbolique des nattes, et non le matériau en lui-même, qui justifie son importance.

### Usage
Aux Samoa, jusque dans les années 1960, le tapa est utilisé, mais cet usage est moins important que celui de la natte fine. Cette dernière peut être échangée contre des cochons, ou de la nourriture, et constitue ainsi une forme de monnaie. Il existe des récits de l'histoire samoane (le plus ancien, en langue samoane, datant du dix-neuvième siècle) où la natte permit de sauver la vie de son possesseur. Ainsi, un coupable se présentant devant chez ses victimes muni d'une natte fine se disait prêt à réaliser un échange compensatoire, ce qui pouvait lui laisser la vie sauve. La natte est déployée pendant le don et la frapper serait impensable. Ses usages sont cérémoniels (vêtements temporaires, linceul, siège aux grandes occasions, pour des personnes considérées comme importantes). Une natte portée par un vainqueur de guerre se nomme 'ie o le mālō (ce dernier terme désignant le vainqueur, puis le gouvernement). Dans le cadre de cérémonies funèbres, quand le défunt a disparu en mer (la communauté ne disposant donc pas de son corps), la natte est employée pour réaliser l'enterrement. Un petit animal revenant de l'océan, souvent un insecte, est enterré dans la natte : il symbolise l'âme du mort (sans être confondu avec cette dernière), avec autant d'animaux que de personnes défuntes, d'après des récits de missionnaires. Dans la transmission des pouvoirs, un nouveau chef reçoit une natte après la mort de l'ancien, en même temps qu'il reçoit le nouveau nom. Dans la mesure où la natte se transmet de génération en génération, elle est le symbole d'une lignée et traduisent l'histoire familiale, même données. Une natte reprisée, et donc ancienne, revêt plus de valeur. De même, une natte de couleur cuivrée a de la valeur du fait de son ancienneté. Dans son essai sur le don, Marcel Mauss mentionne les nattes samoanes, durant quelques pages, les qualifiant de monnaie. Selon lui, leur caractère pérenne leur permet d'apporter la cohésion sociale. D'après Serge Tcherkezoff, la pérennité des nattes est à nuancer car ces dernières sont assez fragiles, par rapport aux coquillages, aux pierres et à l'ivoire d'autres pays d'Océanie, qui y servent de monnaie d'échange.

## Reconnaissance
En 2019, l'UNESCO décide d'intégrer « le 'ie Samoa, ou natte fine, et sa valeur culturelle » à la liste représentative du patrimoine culturel immatériel de l'humanité. La description officielle évoque un « savoir-faire exceptionnel » ainsi que la préservation de structures sociales.